# Deborah Carter (Musikerin)
Deborah J. Carter (* 1959 in Texas als Deborah Joyce Carter) ist eine amerikanische Jazzmusikerin (Gesang, Komposition), die als „eine der aufregendsten Jazzvokalistinnen der heutigen europäischen Szene“ (Melody Maker) gilt.

## Leben und Wirken
Carter wuchs zwischen Hawaii und Japan auf. Sie begann als Holzblasinstrumentalistin auf Hawaii und lernte später als Jugendliche in Japan Musiktheorie, Arrangement und Komposition. Ihr Studium absolvierte sie am Berklee College of Music in Boston.
Dann gründete Carter ihr eigenes Trio, mit dem sie in vielen Shows, Jazzfestivals sowie Radio- und Fernsehsendungen in Ländern wie Deutschland, Großbritannien, Spanien, den Niederlanden, Belgien, Lettland, Myanmar und Aserbaidschan auftrat. In den 1990er Jahren lebte sie zeitweise in Spanien, dann in den Niederlanden.
Carters Debütalbum unter eigenem Namen Scuse Me... erschien 1998 als Mischung aus Jazz, Latin, Blues und Gospel und führte zu ihrem ersten Auftritt beim North Sea Jazz Festival. Ihre zweite CD mit dem Titel Round Moonlight (2001) ist eine Ode an den Mond und die späten Stunden der Nacht. Ihre dritte CD, Girl-Talking! (2004) ist eine Live-Aufnahme. Ihr viertes Album Daytripper (2006) präsentierte Beatles-Songs in neuen Arrangements. 2009 erschien, wiederum bei Timeless Records, ihr Album Blue Notes and Red Shoes. 2015 folgte Diggin’ the Duke und (gemeinsam mit Zandscape) 2021 Studio Nord Sessions.
Carter arbeitete weiterhin in den Projekten von Max Sunyer (Black Coral), Carles Benavent, Salvador Niebla und Michiel Borstlap mit. Zudem trat sie mit der Dutch Swing College Band und mit Mike Del Ferro, Scott Hamilton, Frits Landesbergen (Dear Louis: A Tribute to Louis Armstrong), Cor Bakker, Harry Verbeeke, Lex Jasper, Benjamin Herman, The Beets Brothers und Michel Vanagee auf sowie als Gastsolistin mit zahlreichen europäischen Orchestern, wie dem Berlin Jazz Orchestra, dem Metropole Orkest, der hr-Bigband, dem Timeless Orchestra, dem American Songbook Orchestra, der Ruud Bos Big Band, Mike Mossman und der Sedavi Latin Jazz Big Band.